# Santa Barbara (Pangasinan)
Santa Barbara è una municipalità di prima classe delle Filippine, situata nella Provincia di Pangasinan, nella regione di Ilocos.
Santa Barbara è formata da 29 baranggay:
- Alibago
- Balingueo
- Banaoang
- Banzal
- Botao
- Cablong
- Carusocan
- Dalongue
- Erfe
- Gueguesangen
- Leet
- Malanay
- Maningding
- Maronong
- Maticmatic

- Minien East
- Minien West
- Nilombot
- Patayac
- Payas
- Poblacion Norte
- Poblacion Sur
- Primicias (Ventinilla West)
- Sapang
- Sonquil
- Tebag East
- Tebag West
- Tuliao
- Ventinilla (Ventinilla East)